# رونی نیکول
رونی نیکول (انگلیسی: Ronny Nikol؛ زادهٔ ۱۱ ژوئیهٔ ۱۹۷۴) بازیکن فوتبال اهل آلمان است.
از باشگاه‌هایی که در آن بازی کرده‌است می‌توان به باشگاه فوتبال دینامو درسدن، باشگاه فوتبال دینامو برلینر، باشگاه فوتبال یونیون برلین، باشگاه فوتبال کارل زایس ینا، باشگاه فوتبال انرژی کوتبوس، باشگاه فوتبال روت‌وایس اسن، و باشگاه فوتبال نورنبرگ اشاره کرد.